# Toyota Avensis
A Toyota Avensis egy középkategóriás autó, amelyet a japán Toyota Motor Corporation gyártott 1997-től 2018-ig. Összesen 3 generációja van.

## Az első generáció (T220; 1997–2003)
A Toyota 1997-ben mutatta be az Avensist, az eddigi autóinál némileg modernebb kinézettel. A modell az előző generációs Carinát hivatott leváltani. A leglényegesebb változás az új motorok és az új karosszériaváltozatok voltak. Az autó a Toyota Motor Manufacturing UK Ltd. burnastoni gyárban épült. Ugyanakkor az ötajtós Toyota Corolla gyártása is megkezdődött a brit üzemben.
Az eredeti Avensis négyféle motorral (1,6, 1,8 és 2,0 literes benzin és 2,0 literes turbódízel) és három karosszériával (szedán, hatchback és kombi) volt megvásárolható. Japánban ezt a generációt Toyota Caldina néven forgalmazták. A teljes termékcsalád szilárd építési minőséget, kiváló megbízhatóságot, tágas kényelmes belteret, nagyszerű felszereltséget, sima vezetési minőséget és jó finomítást eredményezett, de az autó iránti kereslet nem volt a legjobb.
Az Avensis 2000 augusztusában kapott faceliftet. A motorok változó szelepvezérléssel lettek felszerelve, a műholdas navigáció az alapfelszereltség része volt, és ekkor mutatkozott be a sportos Avensis 2.0 L SR változat is.
Az Avensis T220-t elsőként Dél-Amerikába exportálták. Argentínában és Brazíliában továbbra is Toyota Koronaként adták el. Chilében és Peruban egy ideig Corona Avensisként is rendelhető volt.

### Benzinmotorok
- 1,6 literes 4A-FE 81 kW (109 LE)
- 1,6 literes VVT-i 3ZZ-FE 81 kW (109 LE)
- 1,8 literes 7A-FE 81 kW (109 LE)
- 1,8 literes VVT-i 1ZZ-FE 95 kW (127 LE)
- 2,0 literes 3S-FE 94 kW (126 LE)
- 2,0 literes D4 VVT-i 1AZ-FSE 110 kW (148 LE)

### Dízelmotorok
- 2,0 literes TD 2C-TE 66 kW (89 LE)
- 2,0 literes D-4D 1CD-FTV 81 kW (109 LE)

### Avensis Verso
A Toyota Avensis Verso egy 2001-ben bemutatott nagyméretű egyterű volt, amely csak 7 személyes változatban, és csak 2,0 literes motorral volt kapható. A második generációs modell megszűnése után a Toyota Verso lépett a helyébe. Az ausztrál piacon csak az Avensis néven jelent meg, más változatok nem voltak elérhetők.

## A második generáció (T250; 2003–2009)

### Az első fázis (2003–2006)
A második generációs Toyota Avensis 2003 februárjában mutatkozott be. Az autó ezúttal mégtöbb helyet kínált egy 5 fős család számára. 2003 októberétől szedán és kombi változatokban is elérhetővé vált, a Vista és Vista Ardeo V50 sorozat utódjaként. Akárcsak a Yarist és a Corollát, úgy az Avensist is a cég franciaországi design stúdiója tervezte. Az Európai piacon 2003. január 6-tól vált megvásárolhatóvá.
Eredetileg 1.6, 1.8 és 2.0 literes benzin és 2.0 literes turbódízel motorokkal, később pedig már 2,4 literes négyhengeres motorral is elérhetővé vált. Ez volt az elsőként exportált változat. A Camry megszűnése miatt az Avensist Új-Zélandra is exportálták 1.8 és 2.0 literes erőforrásokkal. Az 1.6 literes változat Nagy-Britanniában nem mutatkozott be.
A 2004-es Európa Év Autója versenyen az Avensis negyedik helyen állt, a Fiat Panda (győztes), a Mazda 3 (második) és a Volkswagen Golf (harmadik) modellek mögött. Ezenkívül a 2004-es Semperit Irish Car of the Year díjat is elnyerte. 2004-ben és 2005-ben a második generációs Avensis kombit az európai autóbizottság mindkét évben a legjobb családi autónak nevezte.
A Toyota Camry 2004-es Európai visszavonását követően (Svájcban csak 2005-ben) az Avensis lett a legnépszerűbb szedán Európában.
A felszereltségi szintek Egyesült Királyságban T2, T3-S, T3-X, T4, T Spirit, T180 és TR voltak. Volt egy különleges felszereltség is, amely az alapfelszereltségnek nevezett T2-re épült. Európa többi országában öt darab felszereltségi szinttel (Terra, Aura, Strata, Luna és Sol) került piacra.
Az Európai modellkínálata a 115 LE-es (85 kW), D-4D dízelmotor 2,2 literes D-4D-vel, a 136 LE-s, és 177 LE-s verzióval egészült ki. Az újabb verziók miatt a "D-4D" és a "2.0" erőforrások teljesen kikerültek a kínálatból.
Japánban öt motorral (2,0 Xi, 2,0 Li és 2,4 Qi) kínálták. A 2.0 Xi alapmotor csak a négykerékméghajtású modellekhez volt elérhető.
2003-ban az Avensis lett az első japán jármű, amely 5 csillagos Euro NCAP minősítést kapott, a megszerzett 34 ponttal pedig a legmagasabb minősítésű autók közé tartozik. Továbbá 2004-ben az Avensis lett az első olyan jármű Európában, amelyet nyitható panoráma napfénytetővel is értékesítettek.
Ez az első és egyetlen Avensis, amely a Perzsa-öböl országai helyett már Egyiptomban és Marokkóban készült.
2005-től a 2.4 literes verziót 7 fokozatú automata sebességváltóval szerelték fel.
Az Avensis Verso 2006-ig továbbra is elérhető volt az új Avensis mellett. Az Avensis Versot, a Toyota Previat és a Toyota Siennat Európában soha nem mutatták be, és várhatóan nem is fogják sohasem.

### A második fázis (2006–2009)

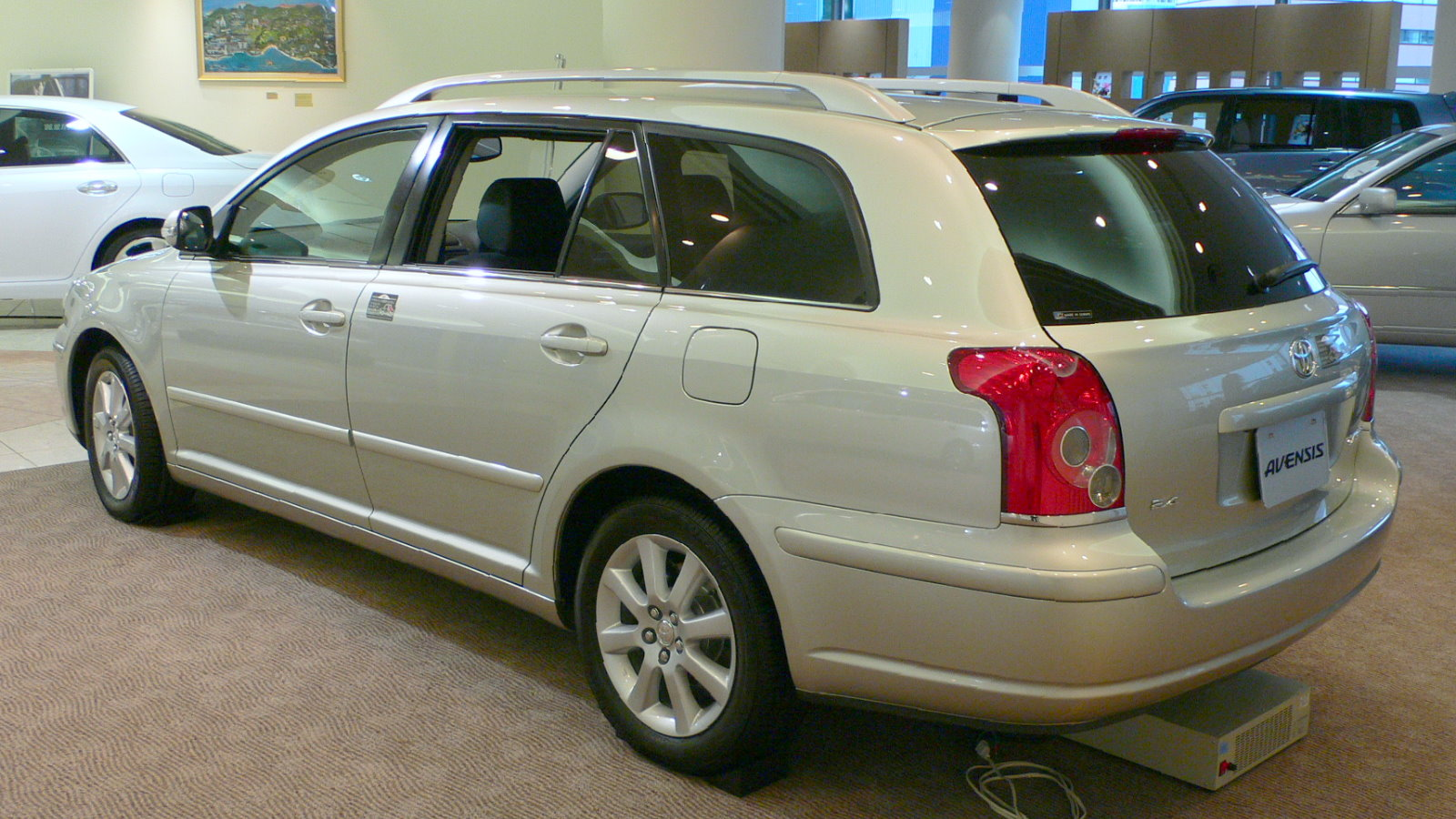
Kombi (2006 facelift)

Az új, ráncfelvarrott Toyota Avensis 2006 júniusában mutatkozott be. Az újítások között szerepelt többek között a tükrökbe integrált oldalindexek, az MP3/WMA kompatibilis audiórendszer, valamint felújított lökhárító és hűtőrács. A belső anyagok és az ülesék kárpitozása is gyökeresen megváltozott. A többfunkciós kijelző fedélzeti számítógéppel és navigációs rendszerrel egészült ki. Szintén az újítások között szerepelt a LED fényszórók és az állítható magasságú első utasülés is.
A legjelentősebb mechanikai változás a 124 lóerős D-4D benzinmotor megjelenése volt, amely hatfokozatú kézi sebességváltóval összekapcsolva csökkentette az üzemanyag-fogyasztást, a károsanyag-kibocsátást is, valamint lehetővé tette a mindössze 10,5 másodperces 0-tól 100-ig terjedő gyorsulást.

### Benzinmotorok
- 1.6 literes VVT-i 3ZZ-FE 81 kW (110 LE)
- 1.8 literes VVT-i 1ZZ-FE 95 kW (129 LE)
- 2.0 literes VVT-i 1AZ-FSE 108 kW (147 LE)
- 2.4 literes VVT-i 2AZ-FSE 120 kW (163 LE)

### Dízelmotorok
- 1.6 literes D-4D 1CD-FTV 85 kW (116 LE)
- 2.0 literes D-4D 1AD-FTV 93 kW (126 LE)
- 2.2 literes D-4D 2AD-FTV 110 kW (150 LE)
- 2.2 literes D-CAT 2AD-FHV 130 kW (177 LE)

## A harmadik generáció (T270; 2009–2018)

### Az első fázis (2009–2012)
A harmadik generációs Toyota Avensis a 2008-as Párizsi Autószalonon mutatkozott be, a gyártás 2009. januárjában kezdődött meg, az elődmodell alapjaira építkezve. Ez a generáció csak szedán és kombi változatban volt elérhető.
A T270-es, harmadik generáció öt centiméterrel hosszabb a másodiknál, tengelytávolsága azonban nem változott. Tetőíve lankásabb, a motorháztető viszont nagyobb szögben lejt. Lényeges változtatás volt továbbá az ötajtós karosszéria megváltoztatása négyajtósra, a csomagtérajtó felnyitásával tehát nem lehet az utastérhez hozzáférni. Az A-oszlop 11 centiméterrel van közelebb az autó elejéhez, mint a második generációs típusnál.[1] Az európai piacra szánt Avensist Nagy-Britanniában gyártják. A frissített változata 2012-ben érkezett. Az új orrkiképzés a Camryra emlékeztet. Három benzinmotorral kapható (1.6, 1.8, 2.0), teljesítményük rendre 132, 147 és 152 lóerő, szén-dioxid-kibocsátásuk 150 és 161 g/km között van. Egy 2.0, valamint egy 2.2 literes dízelmotorral is kapható. Maximális teljesítményük 124, 150 és 177 lóerő, szén-dioxid-kibocsátásuk kisebb a benzinesekénél, a legkisebbnek csupán 119 g/km. Csomagtere 509, a kombi esetében 543 literes.
A további biztonságért már hét légzsákkal kínálták, köztük két első soros törzsoldali légzsák, két oldalsó függönylégzsák mindkét sorban és a vezető térdvédője. A hátsó ütközéseknél az aktív első fejtámlák a súrlódás csökkentésére szolgálnak, valamint a vészfékezés alatt villogó féklámpák is a további biztonságot szolgálják. Az elülső ütközési rendszer (PCS) magában foglalja a Lane Departure Warning (LDW) és a Lane Keeping Assist (Lane Keeping Assist, Lane Keeping Assist) funkciót is.
A főbb lehetőségek közé tartoznak a bi xenon HID fényszórók, az adaptív elülső megvilágító rendszer (AFS) és az adaptív tempomat (ACC).
Az Avensis ötcsillagos minősítést kapott a legutóbbi Euro NCAP minősítés szerint, 81%-os teljes pontszámot ért el. továbbá felnőtt utasok biztonságát tekintve még további 90%-ot.
A harmadik generációs Avensist 2011 közepén kezdték importálni Japánból, 2,0 literes, négyhengeres motorral és CVT váltóval, Li és Xi változatokban. A japáni gyártás 2018. április 27-én fejeződött be.

### A második fázis (2012–2015)

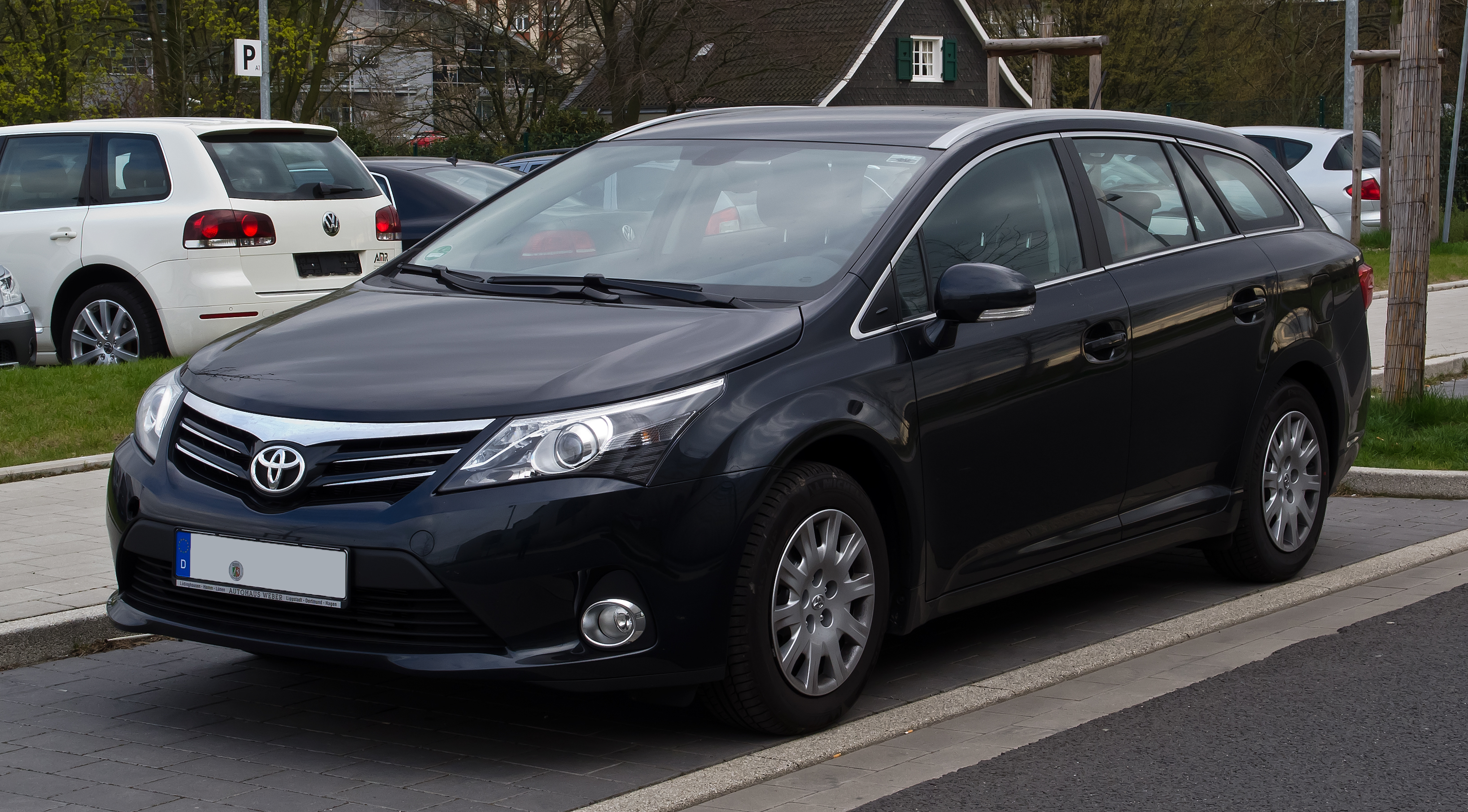
Kombi (2012 facelift)

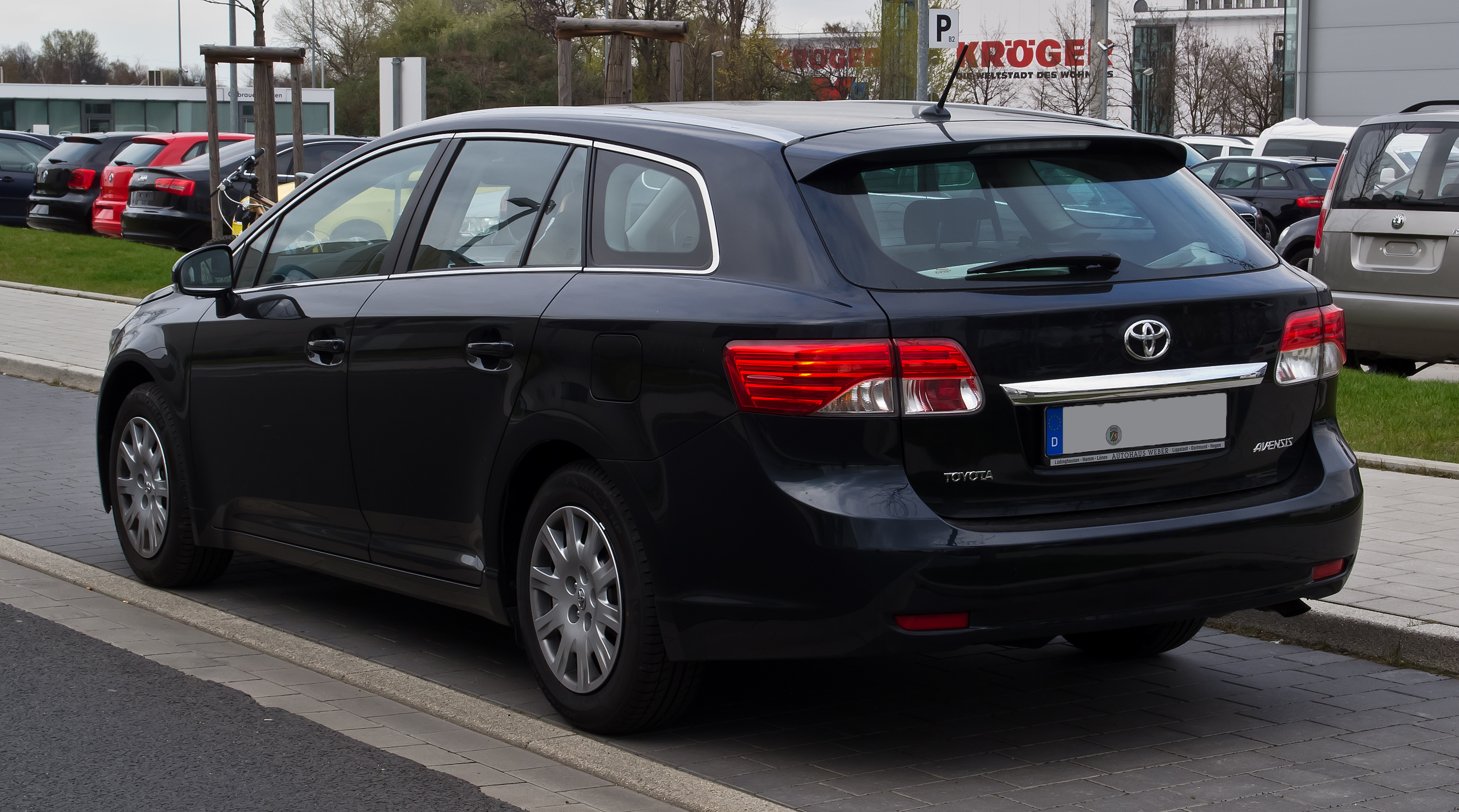
Kombi (2012 facelift)

Az Avensis 2012 januárjában ráncfelvarráson esett át. Az újítások között szerepelt többek között a felújított elülső hűtőmaszk és az átdolgozott hátsó lámpák. A ráncfelvarrott modellt először a 2011. szeptemberi frankfurti autószalonon mutatták be. Az értékesítés 2012 januárjában kezdődött meg.

### A harmadik fázis (2015–2018)

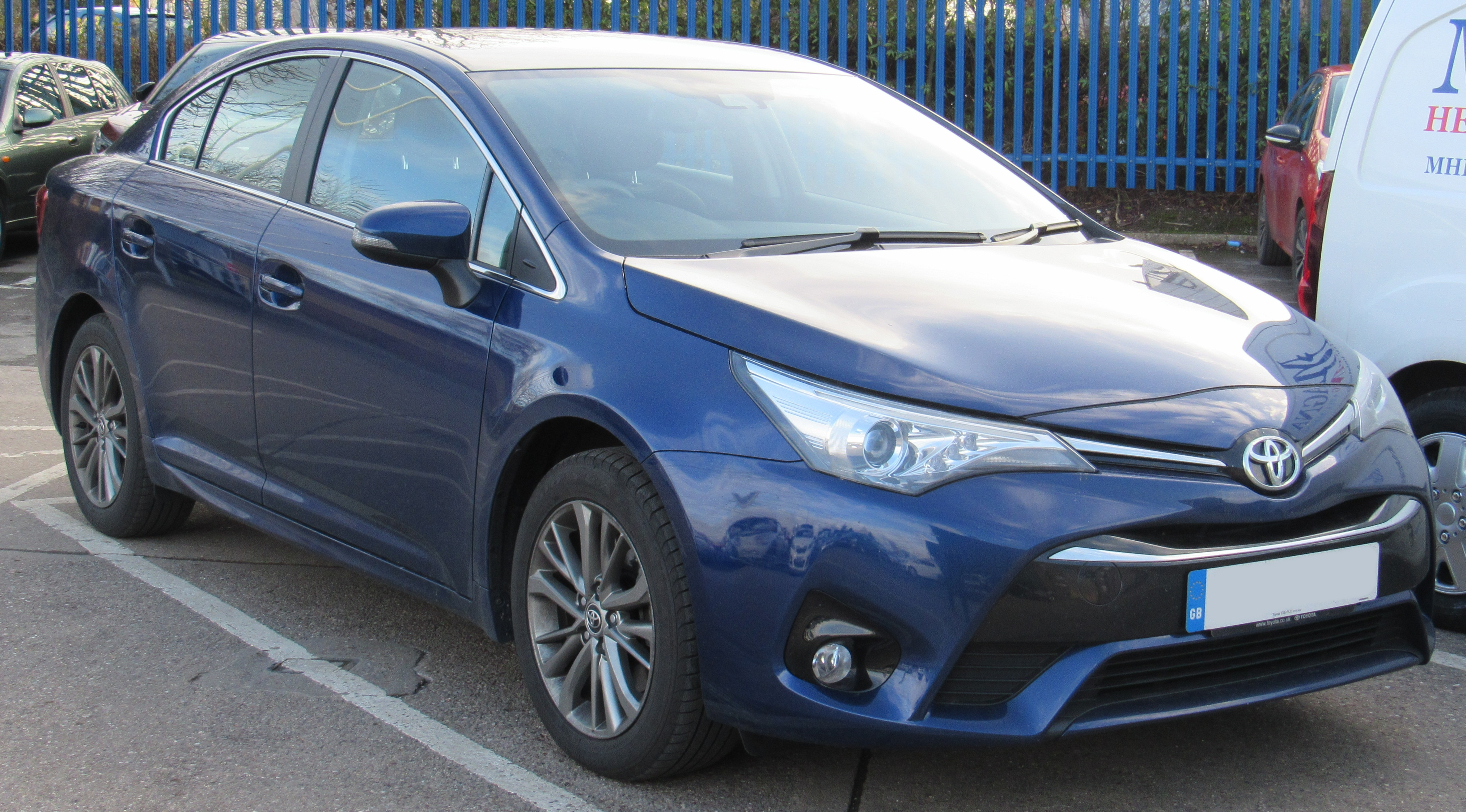
Szedán (2015 facelift)

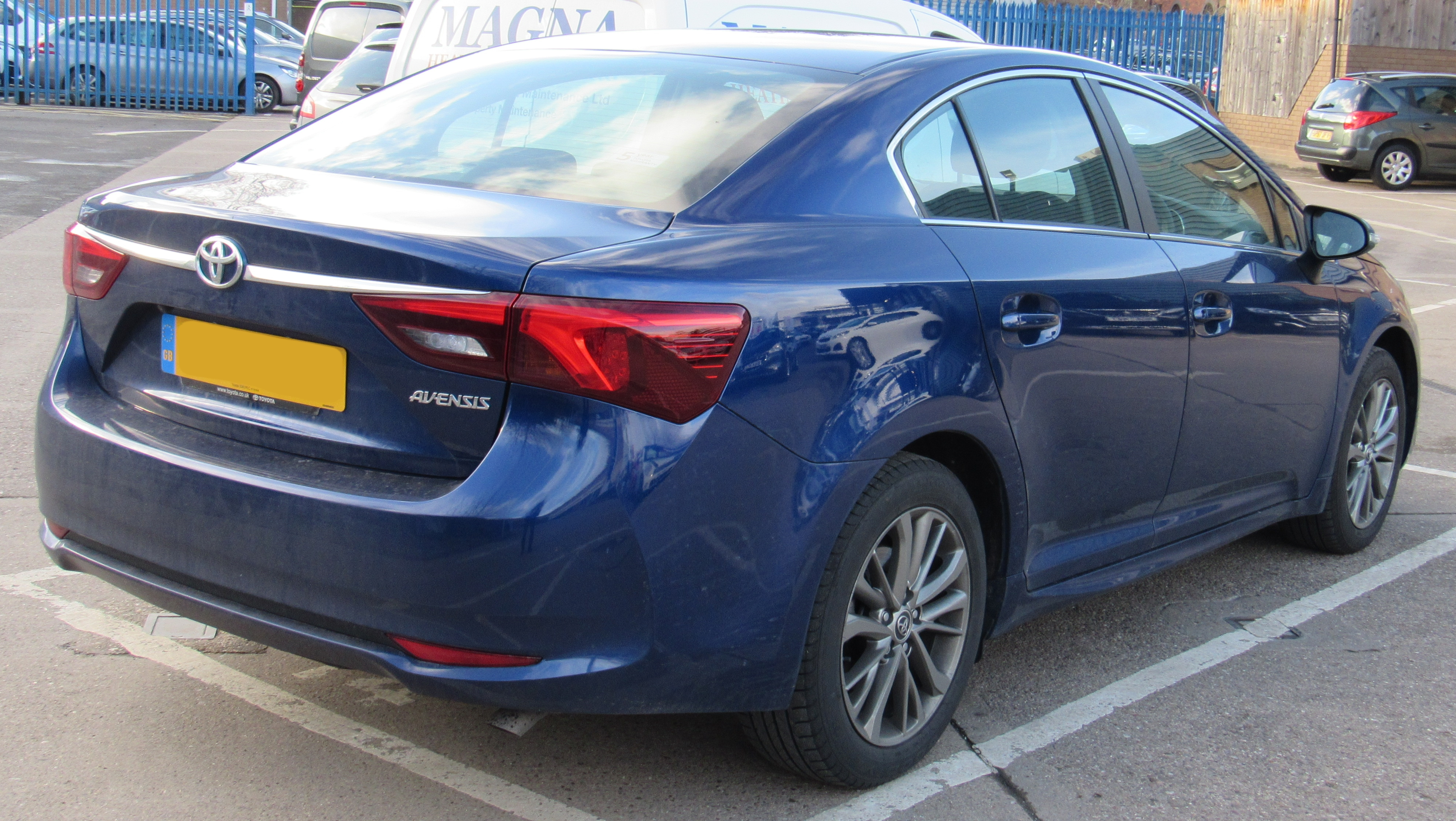
Szedán (2015 facelift)

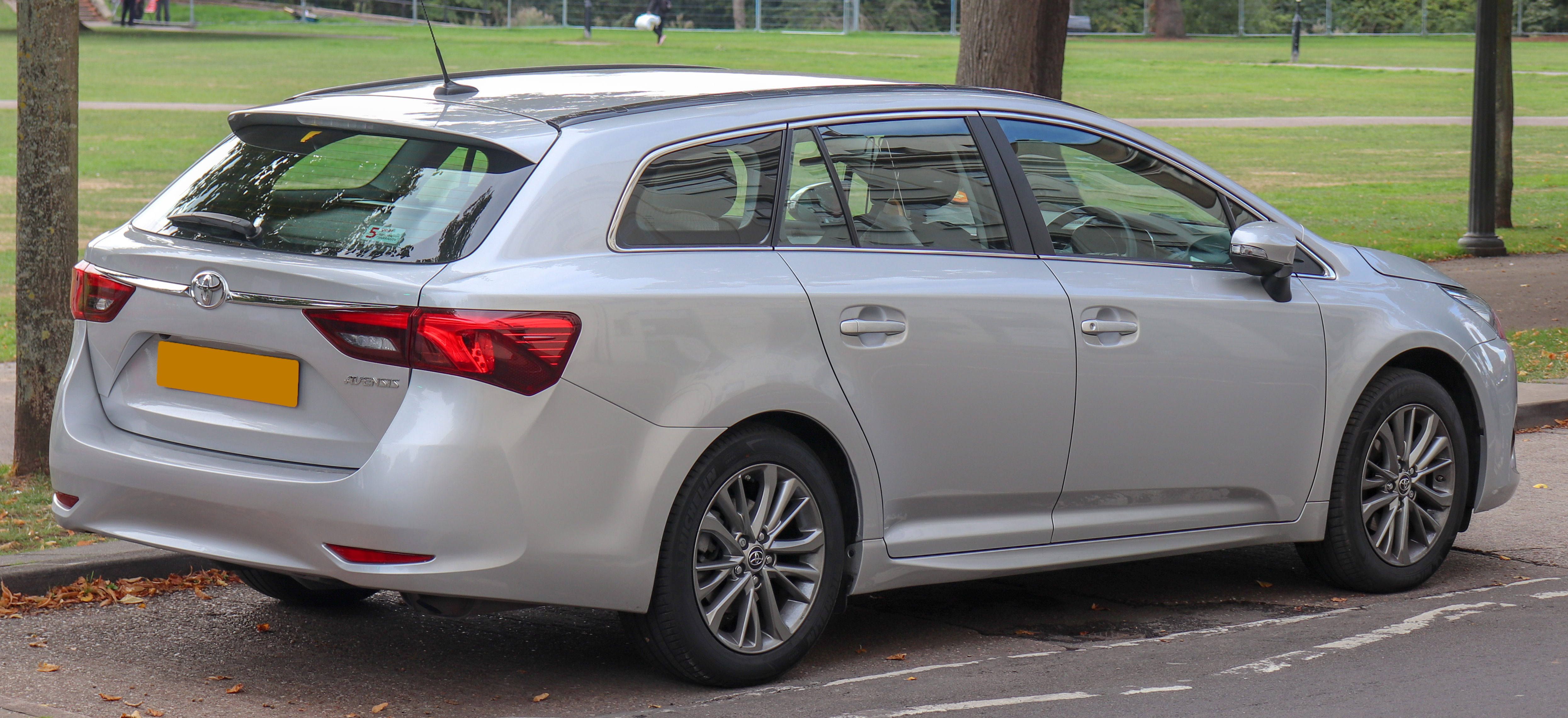
Kombi (2015 facelift)

Az Avensis 2015 márciusában újabb ráncfelvarráson esett át. A genfi autószalonon bemutatott jármű 2015 júniusától vált megvásárolhatóvá. Az újítások között szerepelt többek között a felújított elülső hűtőrács, az átdolgozott első és hátsó fényszórók, a teljesen felújított belső tér, az új Toyota Safety Sense biztonsági csomag, és az új erőforrások is. A régi 2,0 literes dízelmotort az 1,6 literes turbódízel helyettesítette.

### Benzinmotorok
- 1,6 literes 1ZR-FAE 97 kW (130 LE) 2008-ban
- 1,8 literes 2ZR-FAE 108 kW (145 LE) 2008-ban
- 2,0 liter 3ZR-FAE 112 kW (150 LE) 2008-2011 (Németország)

### Dízelmotorok
- 1,6 literes D-4D 1WW 82 kW (110 LE) 2015-2018
- 2,0 literes D-4D 1AD-FTV 91 kW (122 LE) 2011-2015
- 2,0 literes D-4D 1AD-FTV 93 kW (126 LE) 2008-2011
- 2,0 literes D-4D 2WW 105 kW (141 LE) 2015-2018
- 2,2 literes D-4D 2AD-FTV 110 kW (148 LE) 2008-2015
- 2,2 literes D-4D 2AD-FHV 130 kW (174 LE) 2008-2015

### Motorsport

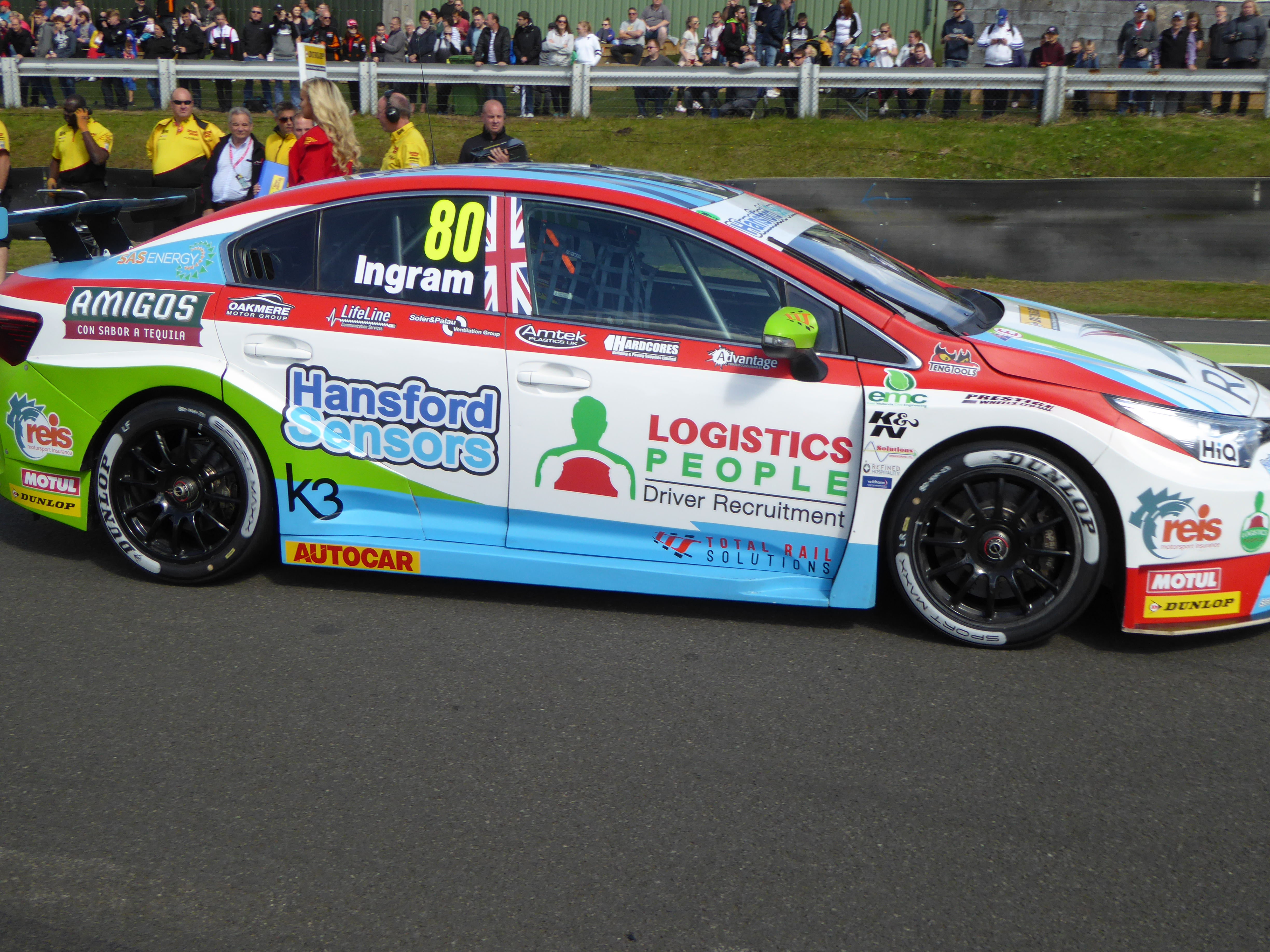
Tom Ingram és Toyota Avensise a brit túraautó-bajnokságon.

2010. augusztus 2-án bejelentették, hogy egy NGTC prototípusú Toyota Avensis indul a brit túraautó-bajnokságon. Az Avensist ettől kezdve Tom Ingram vezette, egészen a 2018-as szezon végéig.

## A gyártás leállítása
Az Avensist 2018 augusztusában végül teljesen megszüntették a hanyatló kereslet miatt. Az Avensis megszüntetésekor így a XV70-es Camry lett az utódmodell.

## Fordítás
Ez a szócikk részben vagy egészben  a   Toyota Avensis című angol Wikipédia-szócikk fordításán alapul.  Az eredeti cikk szerkesztőit annak laptörténete sorolja fel. Ez a jelzés csupán a megfogalmazás eredetét és a szerzői jogokat jelzi, nem szolgál a cikkben szereplő információk forrásmegjelöléseként.